# Wilhering
Wilhering ist eine Marktgemeinde in Oberösterreich im Bezirk Linz-Land im Zentralraum mit 6176 Einwohnern (Stand 1. Jänner 2024). Im Ort befindet sich das Zisterzienser-Stift Wilhering.

## Geographie
Wilhering liegt auf einer Höhe von 270 m ü. A. im Oberösterreichischen Zentralraum westlich von Linz. Das Gemeindegebiet wird im Norden von der Donau begrenzt, der Osten und Nordosten ist vom Kürnberger Wald bedeckt, der Osten landwirtschaftlich geprägt. Nachbargemeinden sind Leonding im Osten und Südosten, Pasching und Kirchberg-Thening im Süden, Alkoven (Bezirk Eferding) im Westen sowie Ottensheim und Puchenau (beide Bezirk Urfahr-Umgebung) im Norden. Die Ausdehnung beträgt von Nord nach Süd und von West nach Ost je 7 km. Die Gemeindefläche umfasst 29,97 km², womit Wilhering die fünftgrößte Gemeinde des Bezirks ist. Das Gemeindegebiet ist zu 40 Prozent von Wald bedeckt, 44 Prozent entfallen auf landwirtschaftliche Nutzfläche. Gärten machen 8 Prozent der Gemeindefläche aus, Gewässer vier Prozent, Bauflächen ein Prozent und sonstige Flächen drei Prozent.

### Gemeindegliederung
Wilhering besteht aus den drei Katastralgemeinden
- Dörnbach (679,17 Hektar)
- Schönering (975,97 Hektar) und
- Wilhering (1.341,90 Hektar).

Die KG Wilhering umfasst den Norden und Osten des Gemeindegebietes, wobei die Katastralgemeinde im Osten in etwa bis zum Mühlbach reicht und den Großteil des Kürnberger Waldes beherbergt. In der Katastralgemeinde liegen die Ortsteile Fall, Höf, Mühlbach, Wilhering und Ufer. Der Markt Wilhering (270 m ü. A.) mit dem Zisterzienserstift Wilhering ist der Hauptort der Gemeinde. Er liegt im Norden der Katastralgemeinde nahe der Donau. Das Dorf Höf schließt sich westlich an den Markt an, das Dorf Ufer (280 m ü. A.) liegt nordwestlich von Wilhering an der Donau. Im Nordwesten der Katastralgemeinde befindet sich nahe dem Innbach des Weiteren das Dorf Fall, zu dem auch ein Teil des Kraftwerks Ottensheim-Wilhering gezählt wird. Die Rotte Mühlbach (280 m ü. A.) erstreckt sich im Westen der Katastralgemeinde über das Tal des Mühlbachs.
Die KG Schönering befindet sich im Westen des Gemeindegebietes. Während der Norden und Osten der Katastralgemeinde unbesiedelt und von Auwald und landwirtschaftlichen Nutzflächen geprägt sind liegen die großen Ortsteile Edramsberg und Schönering an der Eferdinger Straße (B 129). Zudem liegen die Ortsteile Winkeln, Reith und Thalham im Südosten der Katastralgemeinde. Das Dorf Edramsberg (321 m ü. A.) erstreckt sich zwischen der Eferdinger Straße und dem Mühlbachtal, südlich schließt sich ebenfalls an der Eferdinger Straße gelegen das Dorf (269 m ü. A.) an, zu dem auch der Einzelhof Piesmayr und die Siedlung Schönering im Steinfeld gehören. Das Dorf Winkeln liegt östlich von Schönering und ist bereits mit Schönering zusammengewachsen. Noch weiter östlich findet sich das Dorf Reith (339 m ü. A.), südlich das Dorf Thalham mit der Siedlung Thalham am Zunderfeld.
Im Süden des Gemeindegebietes befindet sich die Katastralgemeinde Dörnbach. Die Katastralgemeinde umfasst mehrere Ortsteile, wobei sich das Dorf Katzing im Norden der Katastralgemeinde an der Mühlbachstraße (L 1390) befindet. Folgt man der Straße nach Süden so folgen die Rotte Dörnbach (314 m ü. A.) und die Rotte Hitzing (330 m ü. A.). Östlich der Landesstraße befinden sich die Streusiedlung Lohnharting und das Dorf Appersberg.
Das Gemeindegebiet umfasst folgende Ortschaften (in Klammern Einwohnerzahl Stand 1. Jänner 2024):
- Appersberg (237)
- Dörnbach (675)
- Edramsberg (773)
- Fall (48)
- Hitzing (503)
- Höf (225)
- Katzing (279)
- Lohnharting (39)
- Mühlbach (681)
- Reith (591)
- Schönering (1183)
- Thalham (276)
- Ufer (283)
- Wilhering (242)
- Winkeln (141)

Der zuständige Gerichtsbezirk ist der Gerichtsbezirk Traun.

### Nachbargemeinden
|                   | Ottensheim (UU)                             | Puchenau (UU) |
| Alkoven (EF)      | Kompassrose, die auf Nachbargemeinden zeigt | Leonding      |
| Kirchberg-Thening | Pasching                                    |               |

### Geologie
Das Gemeindegebiet von Wilhering weist mehrere geologische Zonen auf, die überwiegend dem nördlichen Alpenvorland zugerechnet werden. Der Kürnberger Wald gehört jedoch als Ausläufer des Mühlviertler Hochlandes zur Böhmischen Masse. Abgesehen von der Böhmischen Masse wurde die Landschaft im Tertiär und Quartär geformt oder überprägt, wobei der Untergrund des Gebietes durch Verlandung des Molassemeers entstand. Der dadurch vorhandene Schlier wurde von Schotterdecken überlagert, die während der Kalt- und Warmzeiten aufgeschüttet und wieder abgetragen wurden. Dadurch bildeten sich Terrassen, auf denen sich Löss und Lehm ablagerten. Im Norden und Nordwesten befinden sich rezent gebildete Auenbereiche, die vorwiegend aus feinem Schwemmmaterial bestehen. Daran schließen sich im Norden und Westen Niederterrassen an, die in der Würmkaltzeit aufgeschottert wurden. Das Hügelland im Süden sowie die zentralen Gemeindegebiete bestehen aus einem von Deckschotter überlagerten Schliesockel, der Kürnberger Wald aus Graniten und Gneisen.

### Böden
Die Böden des Gemeindegebietes lassen sich grob in die Böden der Auzone, die Böden der Niederflurterrassen und die Böden des Hügellandes unterteilen. Im Aubereich des Innbaches bestehen tiefgründige, zum Teil schwach vergleyte Braune Auböden. Durch den Bau des Kraftwerks Ottensheim-Wilhering sind auf Grund der geringen Überschwemmungen keine Grauen Auböden mehr vorhanden. Die Böden der Niederterrassen weisen eine reiche Schattierung auf. Je nach Alter können sie karbonhaltig oder bereits entkarbonisiert und verlehmt bzw. vergleyt sein. Häufigste Bodenformen in diesem Bereich sind leichte bis mittelschwere Lockersediment-Braunerden und Pseudoglye. Ebenso wie die Niederterrassen sind auch die Bodenformen des Hügellandes heterogen. An den Übergängen zu den Niederterrassen bestehen vergleyte, mäßig feuchte Lockersediment-Braunerden aus Schliermaterial. Des Weiteren kommen pseudvergleyte, kalkhaltige Lockersediment-Braunerden vor. Auf den Hügeln finden sich wiederum mit Decklehm überlagerte Deckenschotter, die gut mit Wasser versorgte, tiefgründige Lockersediment-Braunerden gebildet haben. Hauptanteil an der Bodenbildung haben Deckenschotter, Decklehm, Löss, Schlier und Schwemmmaterial.

### Klima
Die Gemeinde Wilhering wird zum Cfb-Klima gerechnet, worunter nach Köppen ein warmgemäßigtes, vollfeuchtes Regenklima in der kühlgemäßigten Klimazone zu verstehen ist. Wilhering liegt dabei im milderen, niederschlagsärmeren Teil des Alpenvorlandes. Eigene Klima-Messdaten für Wilhering fehlen, jedoch können vergleichsweise die Daten der nächstgelegenen Klimastation in Hörsching herangezogen werden. Diese verzeichnete im Jahr 2004 einen Jahresniederschlag von 768 mm, eine Mittlere Jahrestemperatur von 9,4 °C, eine mittlere Jännertemperatur von −1,6 °C und eine mittlere Julitemperatur von 19,1 °C.

## Geschichte
Die erste urkundliche Erwähnung erfolgte im Jahre 985 und lautet „Williheringa“. Dies bedeutet Siedlung des Williheri. Erst 1241 ist erstmals die heutige Schreibung Wilhering bezeugt.
Ursprünglich im Ostteil des Herzogtums Bayern liegend, gehörte der Ort seit dem 12. Jahrhundert zum Herzogtum Österreich.
1146 erfolgte die Gründung des Zisterzienserklosters Wilhering. Seit 1490 wird der Ort dem Fürstentum Österreich ob der Enns zugerechnet.
1733 wurde das Kloster durch einen Brand fast vollständig vernichtet, die Kirche wurde im Rokokostil neu aufgebaut.
Nach dem Anschluss Österreichs an das Deutsche Reich am 13. März 1938 gehörte der Ort zum Gau Oberdonau. 1943 bis 1945 war im Stift Wilhering die Technische Hochschule Linz untergebracht. Nach 1945 erfolgte die Wiederherstellung Oberösterreichs.
Verleihung des Gemeindewappens und Genehmigung der vom Gemeinderat am 15. März 1973 festgesetzten Gemeindefarben durch Beschluss der oberösterreichischen Landesregierung vom 7. Mai 1973.
Mit 9. Juli 1979 wurde die Gemeinde Wilhering zu einer Marktgemeinde erhoben.

### Bevölkerungsstruktur
2013 lebten in der Gemeinde Wilhering 5.791 Menschen, womit Wilhering im oberen Mittelfeld der 22 Gemeinden des Bezirks lag. Auch mit der Bevölkerungsdichte lag Wilhering im oberen Mittelfeld dieser Gemeinden. Ende 2001 waren 95,4 Prozent der Bevölkerung österreichische Staatsbürger (Oberösterreich 92,8 Prozent, Bezirk Linz-Land 91,4 Prozent), bis zum Jahresbeginn 2013 sank der Wert leicht auf 94,9 Prozent (Oberösterreich 91,1 Prozent, Bezirk Linz-Land 89,0 Prozent). Insgesamt wurden 2013 in der Gemeinde 294 Ausländer gezählt, die zu 88 Prozent aus Europa und zu 7 Prozent aus Asien stammten. Das größte Kontingent stellten Menschen mit einer Staatsbürgerschaft aus den EU-Ländern (57 Prozent), hinzu kamen 23 aus dem ehemaligen Jugoslawien (ohne Slowenien).  Zur römisch-katholischen Kirche bekannten sich 2001 76,6 Prozent der Einwohner (Oberösterreich: 79,4 Prozent), 9,3 Prozent waren evangelisch, 8,1 Prozent ohne Bekenntnis und 2,7 Prozent islamischen Glaubens.
Der Altersdurchschnitt der Gemeindebevölkerung lag 2001 etwa im Landesdurchschnitt. 18,7 Prozent der Einwohner von Wilhering waren jünger als 15 Jahre (Oberösterreich: 18,8 Prozent), 63,4 Prozent zwischen 15 und 59 Jahre alt (Oberösterreich: 61,6 Prozent). Der Anteil der Einwohner über 59 Jahre lag mit 17,9 Prozent unter dem Landesdurchschnitt von 20,2 Prozent. Der Altersdurchschnitt der Bevölkerung von Wilhering veränderte sich in der Folge im Vergleich mit anderen Gemeinde des Bezirks wenig. Der Anteil der unter 15-Jährigen sank per 1. Jänner 2013 stark auf 17,1 Prozent, während sich der Anteil der Menschen zwischen 15 und 59 Jahren auf 66,2 Prozent erhöhte. Der Anteil der über 59-Jährigen sank hingegen auf 16,8 Prozent. Nach dem Familienstand waren 2001 41,8 Prozent der Einwohner von Wilhering ledig, 48,4 Prozent verheiratet, 5,5 Prozent verwitwet und 4,4 Prozent geschieden.

### Bevölkerungsentwicklung
Die Gemeinde Wilhering verzeichnete zwischen dem späten 19. Jahrhundert und dem Jahr 1934 nur ein leichtes Bevölkerungswachstum von rund 14 Prozent, wobei diese Steigerung nur leicht unter jenem des Bezirks und des Landes Oberösterreichs lag. Ab 1934 begann die Einwohnerzahl der Gemeinde kontinuierlich zu steigen, wobei die Wachstumsraten bis zum Beginn der 1960er Jahre noch im Durchschnitt des Landes Oberösterreichs aber unterhalb des Bezirksdurchschnitts bewegten. In den 1960er Jahren kam es jedoch zu einem enormen Bevölkerungswachstum, währenddessen sich die Bevölkerung innerhalb von nur 10 Jahren um 59 Prozent oder rund 1.500 Einwohner erhöhte. Nach einer Stagnation in den 1970er Jahren verzeichnet die Gemeinde seit den 1980er Jahren wieder hohe Wachstumsraten, die zu einer Erhöhung der Einwohnerzahl um rund 500 Menschen pro Jahrzehnt führten. War das Bevölkerungswachstum in den 1970er Jahren noch von einer stark positiven Geburtenbilanz und der Abwanderung von Einwohnern geprägt, so profitierte Wilhering ab den 1980er Jahren sowohl von einer stark positiven Geburtenbilanz als auch von einer starken Zuwanderung, wobei sich dieser Trend auch im 21. Jahrhundert fortsetzt.

## Kultur und Sehenswürdigkeiten
- Burg Wilhering
- Burg Edramsberg
- Burg Schönering

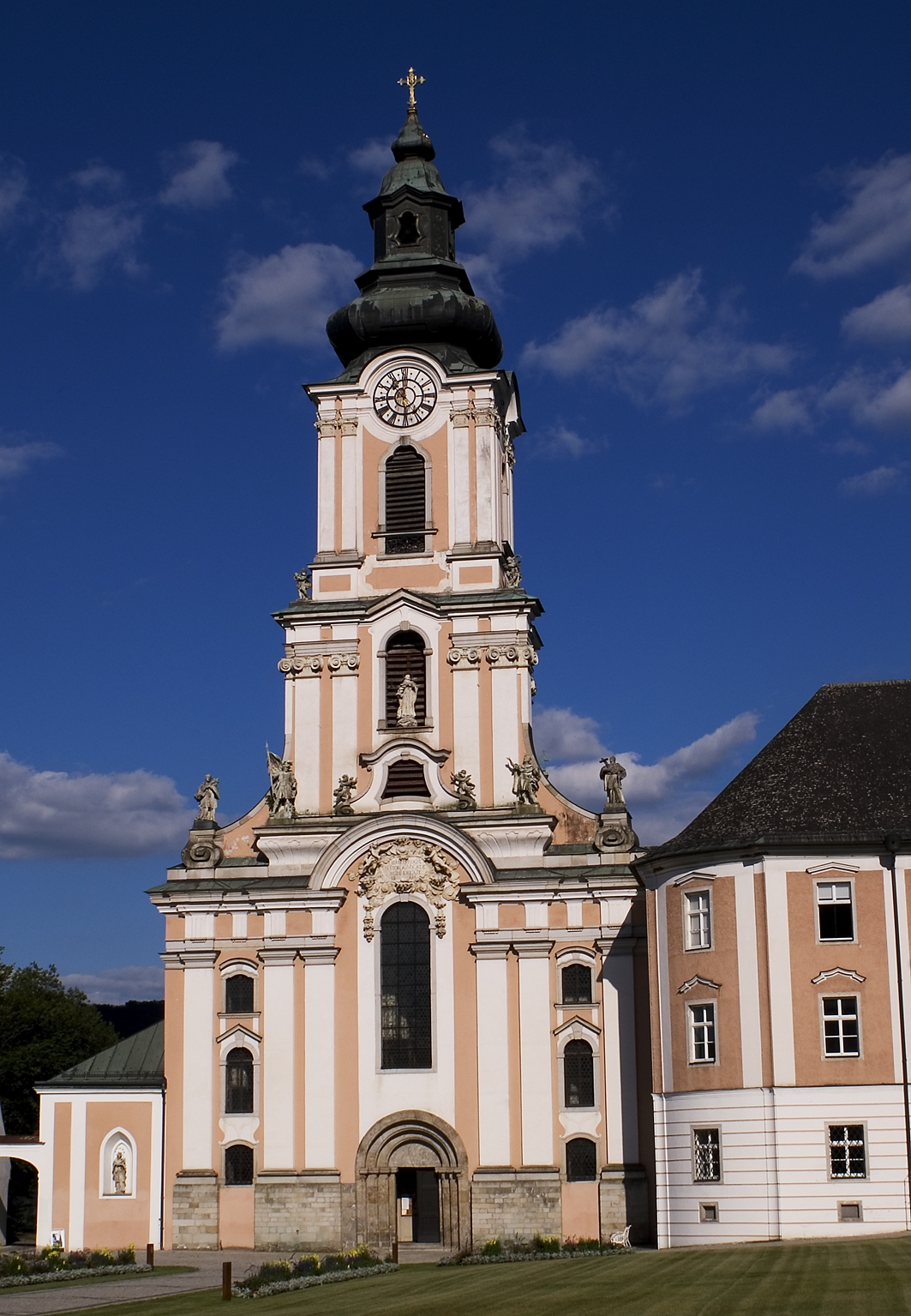
Stiftskirche Wilhering

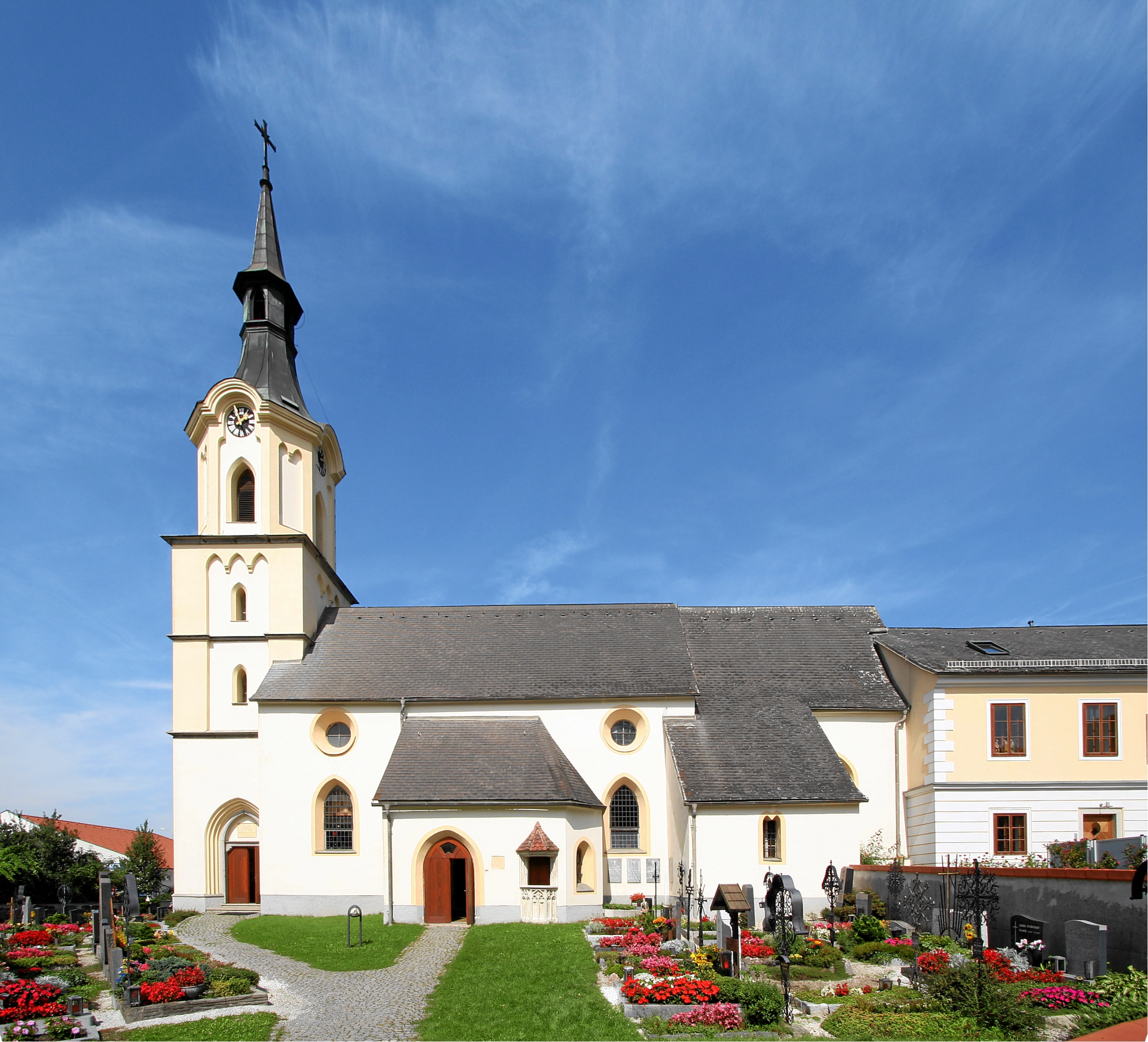
Pfarr- und Wallfahrtskirche Dörnbach

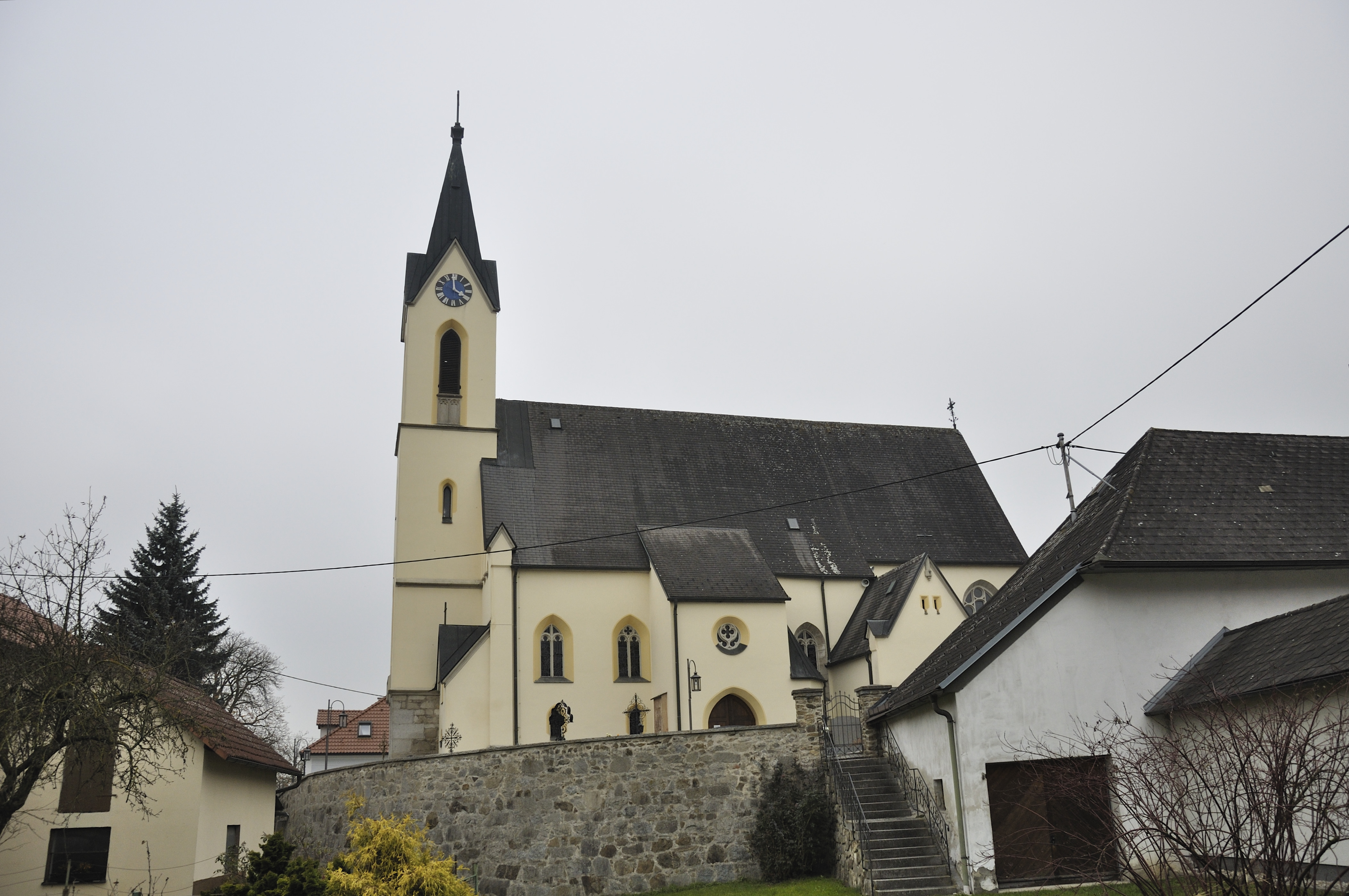
Pfarrkirche Schönering

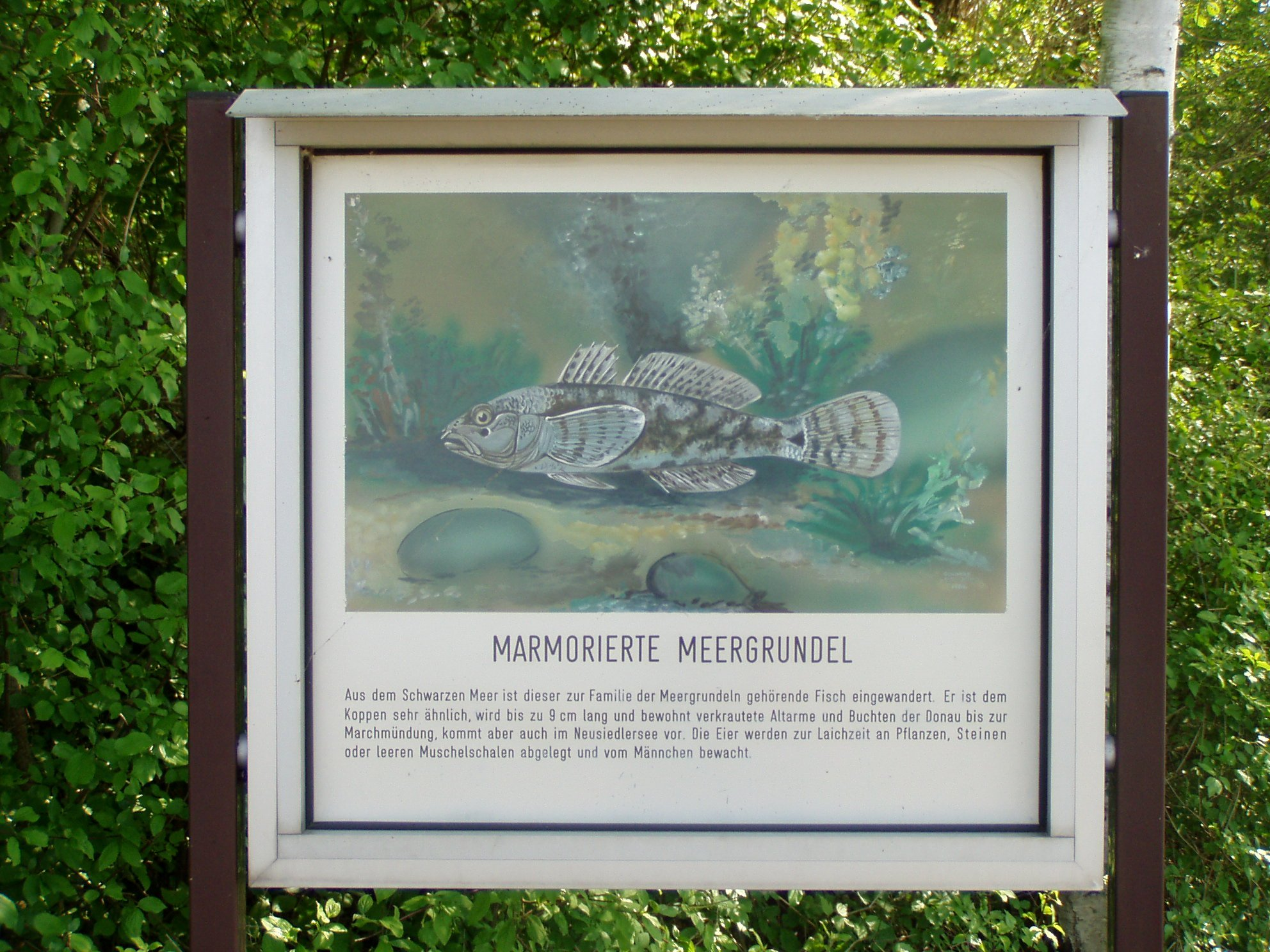
Schaukasten am Fischlehrpfad

- Stiftsmeierhof: zeigt die Sammlung des Malers Fritz Fröhlich
- Stift Wilhering: Stiftsanlage aus 1146, romanische, gotische und Rokoko-Elemente
- Stiftskirche Wilhering: Wiedererrichtung der Kirche nach dem großen Brand 1733; eine der prächtigsten Rokoko-Kirchen des deutschsprachigen Raumes
- Katholische Pfarr- und Wallfahrtskirche Dörnbach: im Jahre 985 erstmals erwähnt; die Wallfahrtskirche ist zugleich die Pfarrkirche von Dörnbach. Die Lage ist am südlichen Ausläufer des Kürnberges in der Marktgemeinde Wilhering. Eine spätgotische Steinkanzel an der Außenwand der Kirche (1501) – in dieser Form kirchenbaulich einzigartig – lässt darauf schließen, dass die Kirche früh als Wallfahrtskirche eine bedeutende Funktion innehatte. Letzte Erweiterungen erfolgten 1875 (Chorraum und der mächtige Turm an der Westseite).
- Katholische Pfarrkirche Schönering hl. Stephanus
- Fischlehrpfad: Der Lehrpfad zeigt insgesamt 83 Schaukästen, 4 Gewässerregionen, 60 heimische Fischarten, und daneben noch 15 im und am Wasser lebende Tiere

## Wirtschaft und Infrastruktur

### Arbeitsstätten und Beschäftigte
Wilhering beherbergte 2001 sechs Betriebe mit 20 oder mehr Beschäftigten. Insgesamt ergab die im Rahmen der Volkszählung durchgeführte Arbeitsstättenzählung 141 Arbeitsstätten mit 667 Beschäftigten (ohne Landwirtschaft), wobei 81 Prozent unselbständig Beschäftigte waren. Die Anzahl der Arbeitsstätten war dabei gegenüber dem Jahr 1991 um 55 (plus 64 Prozent) gestiegen, die Anzahl der Beschäftigten sogar um 258 Person (plus ein 63 Prozent). Wichtigster Wirtschaftszweig war 2001 der Bereich der Sachgütererzeugung mit 13 Betrieben und 145 Beschäftigten (22 Prozent aller Beschäftigten) vor dem Unterrichtswesen mit 12 Arbeitsstätten und 121 Beschäftigten (18 Prozent), dem Realitätenwesen bzw. den Unternehmensdienstleistungen mit 28 Arbeitsstätten und 98 Beschäftigten (15 Prozent) und dem Handel mit 29 Arbeitsstätten und 80 Beschäftigten (12 Prozent). 40 Prozent der in Wilhering Beschäftigten waren Angestellte oder Beamte, 37 Prozent Arbeiter und 17 Prozent Betriebsinhaber.

### Gesundheit
- Reha-Klinik: gegründet 2005.

### Bildung
- drei Volksschulen: in den Orten Wilhering, Schönering, Dörnbach
- Stiftsgymnasium: Privatgymnasium im Stift, gegründet 1895.
- zwei Caritas-Kindergärten: in den Orten Dörnbach und Schönering
- Krabbelstube
- Hort

## Politik
Der Gemeinderat hat 31 Mitglieder.
- Mit den Gemeinderats- und Bürgermeisterwahlen in Oberösterreich 2003 hatte der Gemeinderat folgende Verteilung: 16 SPÖ, 11 ÖVP, 3 GRÜNE und 1 FPÖ.
- Mit den Gemeinderats- und Bürgermeisterwahlen in Oberösterreich 2009 hatte der Gemeinderat folgende Verteilung: 13 SPÖ, 13 ÖVP, 3 GRÜNE und 2 FPÖ.
- Mit den Gemeinderats- und Bürgermeisterwahlen in Oberösterreich 2015 hatte der Gemeinderat folgende Verteilung: 13 SPÖ, 11 ÖVP, 4 FPÖ und 3 GRÜNE.
- Mit den Gemeinderats- und Bürgermeisterwahlen in Oberösterreich 2021 hat der Gemeinderat folgende Verteilung: 14 SPÖ, 12 ÖVP, 3 GRÜNE und 2 FPÖ.[9][10]

Stärkste Kraft in der Gemeindepolitik war überwiegend die ÖVP, die zwischen 1973 und 1997 immer die Stimmen- und Mandatsmehrheit hatte. Zwischen 1973 und 1985 verfügte die ÖVP sogar über eine absolute Stimmen- und Mandatsmehrheit, 1973 konnte sie mit 67,4 Prozent sogar eine Zweidrittelmehrheit einfahren. Mit den steigenden Bevölkerungszahlen verlor die ÖVP jedoch sukzessive an Stimmenanteilen, wodurch sie 2003 nur noch 35,5 Prozent und ihr damit bisher schlechtestes Ergebnis erreichen konnte. Umgekehrt zu den Verlusten der ÖVP konnte die SPÖ mit den steigenden Bevölkerungszahlen immer mehr zulegen. Hatte sie 1973 nur einen Stimmenanteil von 26,0 Prozent, so konnte sie von Jahr zu Jahr Stimmenanteile hinzugewinnen. Die SPÖ belegte zwischen 1973 und 1997 immer den zweiten Platz, bevor sie 2003 mit 48,8 Prozent und ihrem bisher besten Ergebnis auf Platz eins landete. Gleichzeitig konnte die SPÖ in diesem Jahr eine absolute Mandatsmehrheit für sich verbuchen. Die FPÖ war in Wilhering zwischen 1973 und 1997 immer drittstärkste Kraft und verzeichnete 1997 mit 14,4 Prozent ihr bisher bestes Ergebnis. 2003 fiel die FPÖ jedoch hinter die Grünen zurück, die beim ersten Antreten auf 10,7 Prozent kamen. Bei der Gemeinderatswahl 2009 konnte die ÖVP mit 42,0 Prozent den ersten Platz zurückerobern. Die SPÖ belegte mit 39,1 Prozent Platz zwei, konnte jedoch ebenso wie die ÖVP 13 Mandate erobern. Die ÖVP gewann bei der Wahl zwei Mandate, die SPÖ verlor drei. Die Grünen verloren leicht auf 9,6 Prozent, konnten aber ihre drei Mandate halten. Die FPÖ kam auf 7,4 Prozent und zwei Mandate (plus ein Mandat).

### Bürgermeister
- 1997–2024 Mario Mühlböck (SPÖ)
- seit 2024 Christina Mühlböck-Oppolzer (SPÖ)

### Sonstige Wahlen
Die Stärke der ÖVP bei Gemeinderatswahlen nutzte auch der Landes-ÖVP bei Landtagswahlen. So erreichte die ÖVP bei Landtagswahlen zwischen 1973 und 2009 jeweils den ersten Platz bzw. zwischen 42,7 und 57,6 Prozent der Stimmen. Von 1973 bis 1985 reichte es für die ÖVP für eine absolute Stimmenmehrheit. Die SPÖ belegte bei jeder Wahl den zweiten Platz, wobei sie in der Zeit seit 1973 im Jahr 2003 mit 36,7 Prozent ihr bestes und 2009 mit 23,5 Prozent ihr schlechtestes Ergebnis verbuchte. Die FPÖ war bis 1997 drittstärkste Kraft in der Gemeinde und konnte in diesem Jahr mit 16,8 Prozent ihr bisher bestes Ergebnis erzielen. Danach fiel die FPÖ jedoch hinter die Grünen zurück. Bei der letzten Landtagswahl 2009 konnte die ÖVP mit 47,9 Prozent neuerlich Erster werden. Dahinter folgte die SPÖ mit 23,5 Prozent und die Grünen mit 13,8 Prozent. Die FPÖ kam auf 10,8 Prozent, das BZÖ auf 2,7 Prozent.

### Gemeindepartnerschaften
- seit 2002  Bogen in Niederbayern, Deutschland

### Wappen
Blasonierung: Durch eine silberne Wellenleiste geteilt; oben in Grün eine goldene, schräglinks gelegte Haferrispe, unten in Rot ein silberner, geflügelter, eine Mitra tragender Engelkopf.
Das Wellenband charakterisiert die Lage des Ortes an der Donau. Die Haferrispe unterstreicht die Bedeutung der Landwirtschaft in der Gemeinde. Der geflügelte Puttokopf weist auf das 1146 gegründete Zisterzienserkloster. Die Gemeindefarben sind Grün-Gelb-Rot.

## Persönlichkeiten

### Söhne und Töchter der Gemeinde
- Hieronymus Feigl († 1551), Zisterzienser und Abt des Stiftes Heiligenkreuz
- Hans Lenz (1873–1953), Politiker der Sozialdemokratischen Arbeiterpartei
- Gerhard Bernhard Winkler (1931–2021), römisch-katholischer Geistlicher, Zisterzienser und Kirchengeschichtler
- Mario Mühlböck (* 1958), Politiker der SPÖ

### Mit der Gemeinde verbundene Persönlichkeiten
- die Zisterzienser von Stift Wilhering, die seit Gründung des Klosters 1146 regen Anteil am öffentlichen Leben in Wilhering nehmen (Siehe auch: Liste der Äbte von Wilhering)
- Josef Beyerl (1898–1934), Gendarm, Opfer des Nationalsozialismus
- Fritz Fröhlich (1910–2001), Maler und Lyriker, lebte mit seiner Frau einen Großteil seines Lebens in Wilhering
- Johann Jascha (* 1942), Maler, Zeichner, Medailleur und Bildhauer